# اتوکد آرکیتکچر
اتوکد آرکیتکچر (به انگلیسی: AutoCAD Architecture) (به اختصار ACAD) نسخه‌ای از محصول پرچم‌دار شرکت اتودسک، اتوکد، با ابزارها و عملکردهایی که به‌طور ویژه برای طراحی معماری مناسب‌سازی شده‌اند، است.
اشیاء معماری با یکدیگر رابطه دارند و به صورت هوشمندانه با هم ارتباط برقرار می‌کنند. به عنوان مثال، یک پنجره با دیواری که که آن را در بر می‌گیرد مرتبط است. اگر دیوار را حذف کنید یا انتقال دهید، پنجره بر همان اساس واکنش نشان می‌دهد. اشیاء را می‌توان هم به صورت دو بعدی و هم سه بعدی نمایش داد.
علاوه بر این، اشیاء هوشمند معماری پیوندهای پویایی با مدارک و مشخصات ساختمانی دارند که منجر به دقیق‌تر شدن پروژه می‌شود. برای مثال، هنگامی که کسی یک در را حذف یا اصلاح می‌کند، فرمِ در می‌تواند به‌طور خودکار به روز شود. فضاها و سطوح زمانی که برخی از عناصر تغییر می‌کنند به‌طور خودکار به روز رسانی می‌شوند، محاسباتی مانند متر مربع همواره به روز است.
اتوکد آرکیتکچر از فرمت فایل DWG استفاده می‌کند، اما در برنامه‌های غیر از اتوکد آرکیتکچر برای دسترسی، نمایش و دستکاری داده‌های شی به یک object enabler  نیاز است.
اتوکد آرکیتکچر پیش‌تر با عنوان اتوکد آرکیتکچرال دسکتاپ (به اختصار ADT) شناخته می‌شد اما اتودسک در نسخهٔ ۲۰۰۸ نامش را تغییر داد. این تغییر برای مطابقت بهتر با اسامی سایر بسته‌های رشته‌محور اتودسک مانند اتوکد الکتریکال و اتوکد مکانیکال انجام شد.

## تاریخچه نسخه‌ها
| نام رسمی                          | نسخه | انتشار      | تاریخ عرضه   | توضیح                                                                              |
| --------------------------------- | ---- | ----------- | ------------ | ---------------------------------------------------------------------------------- |
| AutoCAD Architectural Desktop 1   | N/A  | ۱           | اکتبر ۱۹۹۸   | Platform: AutoCAD R14                                                              |
| AutoCAD Architectural Desktop 2   | ۱۵٫۰ | ۲           | ژوئیه ۱۹۹۸   | Platform: AutoCAD 2000                                                             |
| AutoCAD Architectural Desktop 2i  | ۱۵٫۱ | (port only) | ژوئیه ۲۰۰۰   | Platform: AutoCAD 2000i                                                            |
| AutoCAD Architectural Desktop 3   | ۱۵٫۱ | ۳           | دسامبر ۲۰۰۰  | Platform: AutoCAD 2001                                                             |
| AutoCAD Architectural Desktop 3.3 | ۱۵٫۶ | (port only) | ژوئن ۲۰۰۱    | Platform: AutoCAD 2002                                                             |
| Architectural Desktop 2004        | ۱۶٫۰ | ۴           | مارس ۲۰۰۳    | Platform: AutoCAD 2004                                                             |
| Architectural Desktop 2005        | ۱۶٫۱ | ۵           | آوریل ۲۰۰۴   | Platform: AutoCAD 2005                                                             |
| Architectural Desktop 2006        | ۱۶٫۲ | ۶           | آوریل ۲۰۰۵   | Platform: AutoCAD 2006                                                             |
| Architectural Desktop 2007        | ۱۷٫۰ | ۷           | آوریل ۲۰۰۶   | Platform: AutoCAD 2007                                                             |
| AutoCAD Architecture 2008         | ۱۷٫۱ | ۸           | مارس ۲۰۰۷    | Platform: AutoCAD 2008                                                             |
| AutoCAD Architecture 2009         | ۱۷٫۲ | ۹           | مارس ۲۰۰۸    | Platform: AutoCAD 2009 نسخه اول برای نسخهٔ ۳۲بیتی ویندوز اکس‌پی و ویستا در دسترس است |
| AutoCAD Architecture 2010         | ۱۸٫۰ | ۱۰          | مارس ۲۰۰۹    | Platform: AutoCAD 2010                                                             |
| AutoCAD Architecture 2011         | ۱۸٫۱ | ۱۱          | مارس ۲۰۱۰    | Platform: AutoCAD 2011                                                             |
| AutoCAD Architecture 2012         | ۱۸٫۲ | ۱۲          | ۲۲ مارس ۲    | Platform: AutoCAD 2012                                                             |
| AutoCAD Architecture 2013         | ۱۹٫۰ | ۱۳          | ۲۷ مارس ۲۰۱۲ | Platform: AutoCAD 2013                                                             |
| AutoCAD Architecture 2014         | ۱۹٫۱ | ۱۴          | ۲۶ مارس ۲۰۱۳ | Platform: AutoCAD 2014                                                             |
| AutoCAD Architecture 2015         | ۲۰٫۰ | ۱۵          | ۲۷ مارس ۲۰۱۴ | Platform: AutoCAD 2015                                                             |
| AutoCAD Architecture 2016         | ۲۰٫۱ | ۱۶          | ۲۰ مارس ۲۰۱۵ | Platform: AutoCAD 2016                                                             |
| AutoCAD Architecture 2017         | ۲۱٫۰ | ۱۷          | ۳۰ مارس ۲۰۱۶ | Platform: AutoCAD 2017                                                             |
| AutoCAD Architecture 2018         | ۲۲٫۰ | ۱۸          | مارس ۲۰۱۷    | Platform: AutoCAD 2018                                                             |